# C6H5ClN2O2
化学式C6H5ClN2O2（摩尔质量：172.57 g/mol）可以指：
- 2-氯-4-甲基-5-硝基吡啶，CAS号：23056-33-9
- 5-氯吡嗪-2-甲酸甲酯，CAS号：33332-25-1
- 氯硝基苯胺
  - 2-氯-3-硝基苯胺，CAS号：3970-41-0 
  - 2-氯-4-硝基苯胺，CAS号：121-87-9 
  - 2-氯-5-硝基苯胺，CAS号：6283-25-6 
  - 2-氯-6-硝基苯胺，CAS号：769-11-9 
  - 3-氯-2-硝基苯胺，CAS号：59483-54-4 
  - 3-氯-4-硝基苯胺，CAS号：825-41-2 
  - 3-氯-5-硝基苯胺，CAS号：5344-44-5 
  - 4-氯-2-硝基苯胺，CAS号：89-63-4 
  - 4-氯-3-硝基苯胺，CAS号：635-22-3 
  - 5-氯-2-硝基苯胺，CAS号：1635-61-6

|  | 这个同类索引页列出了具有相同分子式的化学物（即同分異構體）条目。 除非您是有意链接至本页，否则应将相应条目的内部链接指向正确的条目。 |